# Athanasius Bernhard
Athanasius Filip Bernhard (2. ledna 1815 Radonice – 18. března 1875 Osek) byl český římskokatolický duchovní a v letech 1853–1875 v pořadí 42. opatem cisterciáckého kláštera v Oseku u Duchcova

## Život

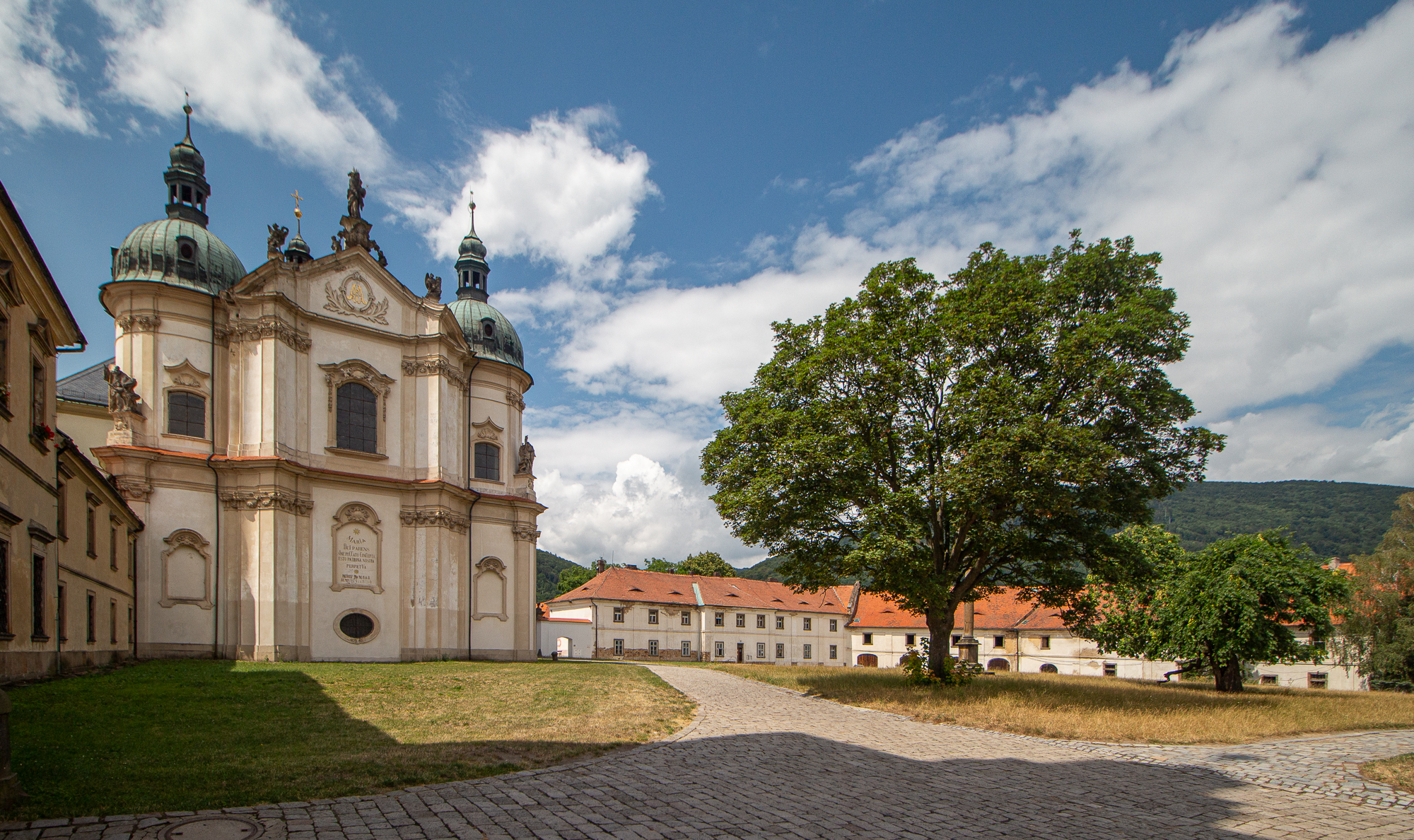
Cisterciácký klášter v Oseku

Narodil se v Radonicích u Kadaně v roce 1815 a vstoupil do kláštera v Oseku. V roce 1840 přijal kněžské svěcení a zůstal působit v Oseku. Nejprve jako sbormistr, v letech 1845-1847 pak vyučoval na domácím teologickém studiu v klášteře. Od roku 1847 vyučoval v litoměřickém kněžském semináři.
V roce 1843 byl zvolen opatem, a o rok později byl jmenován generálním vikářem cisterciáckých klášterů v Čechách a v Lužici. V roce 1854 doprovázel litoměřického biskupa Hilleho při vizitacích klášterů. V letech 1861-1865 zasedal v Poslanecké sněmovně Říšské rady. V roce 1869 nechal obnovit interier opatského kostela v Oseku, a dále několik kostelů ve farnostech inkorporovaných klášteru. Podporoval nemocnici založenou za opata Zahrádky, snažil se o rozvoj klášterního hospodářství, a v roce 1872 se neúspěšně pokusil obnovit těžbu vápence která zanikla v roce 1707 (v okolí kláštera se nakonec začalo těžit uhlí).
Zemřel v Oseku v březnu 1875. Místo něj byl komunitou opatem zvolen Salesius Mayer.